# And Oceans
And Oceans (Eigenschreibweise ...And Oceans) ist eine finnische Metal-Band, die Elemente des Death Metal und des Industrial Metal mit elektronischer Musik kombiniert. Sie wurde 1995 als gegründet und nannte sich zwischen 2005 und Januar 2020 Havoc Unit.

## Geschichte
Die Gründungsmitglieder de Monde, Neptune und K-2T4-S spielten bereits seit 1989 in einer Death-Metal-Band namens Festerday, bevor sie 1995 …And Oceans gründeten. Die Band spielte zunächst einige Demoaufnahmen ein, ihre erste als offiziell angesehene Aufnahme Mare Liberum erschien 1997 über Defender Productions aus Schweden. Die Band unterschrieb für zwei Alben bei der französischen Plattenfirma Season of Mist. Im finnischen Studio Tico Tico, das für seine Arbeit mit Impaled Nazarene, Sentenced, Thy Serpent und anderen bekannt ist, nahm sie im Oktober 1997 ihr Debütalbum The Dynamic Gallery of Thoughts auf, dessen Gestaltung der Ex-At-the-Gates-Gitarrist Alf Svensson übernahm und dessen Texte in finnischer, schwedischer, englischer und französischer Sprache gehalten sind.
Dem Debütalbum folgte eine Split-Veröffentlichung mit Bloodthorn, auf dem jeweils ein Lied der anderen Band und durch …And Oceans eins von G.G.F.H. gecovert wurde. Die Idee zu dieser Veröffentlichung kam von Season of Mist. Nach diesen Aufnahmen wurde Mr. Oos durch Gaunt von Rotten Sound ersetzt. Im November 1998 nahm die Band im Tico-Tico-Studio ihr zweites Album auf. Zu diesem wurden unter anderem ein exklusiver Titel von Puissance und eine spontan im Studio entstandene Ambient-/Noise-CD beigesteuert, die nur der limitierten Doppel-Digipak-Version beilag. Das 2001 veröffentlichte Album A.M.G.O.D. wurde erstmals im Abyss-Studio aufgenommen, erschien über Century Media und wies ein neues Logo auf; der Wechsel, wie auch die Annahme neuer Pseudonyme, war eine Idee des Sängers. Zudem bezog die Band dort und auf dem Nachfolger Cypher auch elektronische Elemente, unter anderem aus dem Techno-Bereich, in ihre Musik mit ein. 2005 benannte sich die Gruppe in Havoc Unit um und änderte die musikalische Ausrichtung hin zum Industrial Metal. Die Mitglieder sehen dies nicht als bloße Namensänderung an, vielmehr sei Havoc Unit ein anderes Konzept als …And Oceans.
Seit dem 2020 veröffentlichten Album Cosmic World Mother firmiert die Band wieder unter dem Namen …And Oceans. Die Band tritt nur selten live auf.

## Stil
Die Gruppe formierte sich ursprünglich aus Mitgliedern der finnischen Death-Metal- und Black-Metal-Szene. Zunächst orientierte man sich zwar am damals populären symphonischen Black bzw. Dark Metal (für die ersten beiden Alben fielen Vergleiche mit Dimmu Borgirs Stormblåst und Borknagar), doch sahen sie sich nicht als Black-Metal-Band und hatten auch keinen Bezug zum Satanismus. Von Anbeginn an legte die Gruppe Wert auf den Einsatz der Synthesizer, den sie als „unverzichtbar“ ansah, ebenso zählen die Bandgründer Ambient und Dark Wave zu ihren musikalischen Einflüssen. Ihr Stil unter dem Namen …And Oceans wird als Mischung aus Grindcore und Thrash Metal mit Elementen des Symphonic Metal und des Ambient charakterisiert. Mit der Umbenennung in Havoc Unit 2005 vollzog die Band eine musikalische Neuorientierung hin zum Industrial Metal mit Einflüssen aus Death und Black Metal. Diesen stilistischen Wandel dokumentierte die in Havoc Unit umbenannte Band mit ihrem 2008er Album h.IV+ [Hoarse Industrial Viremia], auf dem sie verstärkt auf Elemente der elektronischen Musik setzen. In ihren Texten wendet sich die Gruppe gegen jede Form von Religiosität, sie richten sich mit teilweise hasserfüllten Worten gegen religiöse Schriften wie Bibel, Koran oder Talmud und die Menschen, die daran glauben.

## Diskografie
als …And Oceans
- 1995: Wave (Demo)
- 1997: Mare Liberum (Demo)
- 1998: The Dynamic Gallery of Thoughts
- 1998: War Vol I (Split mit Bloodthorn)
- 1999: The Symmetry of I – The Circle of O
- 2000: …and Oceans (Box-Set)
- 2001: Morphogenesis (Compilation)
- 2001: Am God (Allotropic/Metamorphic – Genesis of Dimorphism)
- 2002: Cypher
- 2020: Cosmic World Mother (Album, Season of Mist)
- 2021: As in Gardens, So in Tombs (Album, Seasons of Mist)
- 2025: The Regeneration Itinerary

als Havoc Unit
- 2007: Havoc Unit / And Then You Die (Split mit And Then You Die)
- 2007: SYNÆSTHESIA – The Requiem Reveries
- 2007: Havoc Unit / …and Oceans
- 2008: h.IV+ [Hoarse Industrial Viremia]